# Omega 30
Omega 30 är en svensk segelbåtsmodell som tillverkades 1983-1987 i cirka 300 exemplar. Modellen konstruerades av Ron Holland. Omega 30 är en utmärkt seglare och fungerar utmärkt som familjebåt.
Omega 30 kom efter något år i två utföranden, Omega 30A (ursprungsmodellen) och Omega 30S.

## Omega 30A
Omega 30A har ett litet akterdäck och separat ingång till akterruffen. Hela babordssida av salongen utgörs av en lång soffa. Till styrbord finns L-format (bakåtvänt) pentry och framför pentryt en kort soffa. Akter om babords soffa finns en kort gång till akterruffen som även nås utifrån och består av två enkelkojer (en på varje sida). Garderob finns i gången. Mellan salong och förpik finns toalett (toalettstol till babord och handfat till styrbord). Förpiken har två fullängdskojer. Inredningen i mahogny. I de tidigare båtarna ligger hela toaletten på babords sida och då finns en garderob på styrbords sida.

## Omega 30S
Omega 30S har inte akterdäcket, varför sittbrunnen är förskjuten akterut. Därför kan överbyggnaden och salongen göras längre.  Hela babordssidan består av en U-formad soffa och längs hela styrbordssidan löper ett pentry med navigeringsbord. I aktern två stikkojer. Toalett och förpik i likhet med Omega 30A.